# Anna Grimaldi
Anna Grimaldi (Dunedin, 12 febbraio 1997) è un'atleta paralimpica neozelandese appartenente alle categorie T47 e F46 e specializzata nel salto in lungo e nelle corse di velocità.

## Biografia
Nata senza la mano destra, ha iniziato a praticare l'atletica leggera all'età di sedici anni.
Nel 2015 partecipò ai campionati mondiali paralimpici di Doha, dove si classificò quinta nei 200 metri piani T47 e vinse la medaglia di bronzo nel salto in lungo T47. Nel 2016 prese parte ai Giochi paralimpici di Rio de Janeiro, tornando a casa con la medaglia d'oro nel salto in lungo T47 e il quarto posto nei 100 metri piani T47.
Ai mondiali paralimpici di Londra 2017 raggiunse l'ottavo posto nei 200 metri piani T47 e il quarto posto nel salto in lungo T47, mentre all'edizione di Dubai 2019 riuscì a conquistare la medaglia d'argento nel salto in lungo T47, oltre al decimo posto nei 100 metri piani T47.
Nel 2021 prese parte ai Giochi paralimpici di Tokyo, riuscendo a conquistare la medaglia d'oro nel salto in lungo T47 con la misura di 5,76 m, nuovo record paralimpico. Tre anni dopo vince la medaglia d'oro nei 200 metri piani e la medaglia di bronzo nei 100 metri piani alle Paralimpiadi di Parigi.

## Palmarès
| Anno | Manifestazione       | Sede           | Evento             | Risultato | Prestazione | Note                                     |
| ---- | -------------------- | -------------- | ------------------ | --------- | ----------- | ---------------------------------------- |
| 2015 | Mondiali paralimpici | Doha           | 100 m piani T47    | Batteria  | 13"34       |                                          |
| 2015 | Mondiali paralimpici | Doha           | 200 m piani T47    | 5ª        | 26"73       |                                          |
| 2015 | Mondiali paralimpici | Doha           | Salto in lungo T47 | Bronzo    | 5,41 m      |                                          |
| 2016 | Giochi paralimpici   | Rio de Janeiro | 100 m piani T47    | 4ª        | 12"96       |                                          |
| 2016 | Giochi paralimpici   | Rio de Janeiro | 200 m piani T47    | Batteria  | dq          |                                          |
| 2016 | Giochi paralimpici   | Rio de Janeiro | Salto in lungo T47 | Oro       | 5,62 m      |                                          |
| 2017 | Mondiali paralimpici | Londra         | 200 m piani T47    | 8ª        | 26"77       |                                          |
| 2017 | Mondiali paralimpici | Londra         | Salto in lungo T47 | 4ª        | 5,21 m      |                                          |
| 2019 | Mondiali paralimpici | Dubai          | 100 m piani T47    | 10ª       | 12"80       |                                          |
| 2019 | Mondiali paralimpici | Dubai          | Salto in lungo T47 | Argento   | 5,50 m      | Miglior prestazione personale stagionale |
| 2021 | Giochi paralimpici   | Tokyo          | Salto in lungo T47 | Oro       | 5,76 m      | Record paralimpico                       |
| 2023 | Mondiali paralimpici | Parigi         | 100 m piani T47    | Bronzo    | 12"32       |                                          |
| 2023 | Mondiali paralimpici | Parigi         | Salto in lungo T47 | Argento   | 5,96 m      |                                          |
| 2024 | Mondiali paralimpici | Kōbe           | 100 m piani T47    | Bronzo    | 12"72       |                                          |
| 2024 | Mondiali paralimpici | Kōbe           | Salto in lungo T47 | Argento   | 5,84 m      |                                          |
| 2024 | Giochi paralimpici   | Parigi         | 100 m piani T47    | Bronzo    | 12"20       | Record oceaniano                         |
| 2024 | Giochi paralimpici   | Parigi         | 200 m piani T47    | Oro       | 24"72       | Record oceaniano                         |